# لقح
اللقح أو الرَّوْل (بالإنجليزية: Milt)‏ هو السائل المنوي للأسماك أو الرخويات أو بعض الحيوانات المائية التي تتكاثر من خلال إطلاق النطاف على بيوض السمك. أما غدد التناسل عند الذكور الممتلئة باللقح فَتُسمَّى المَمْنى.

## استخدام اللقح في الطعام

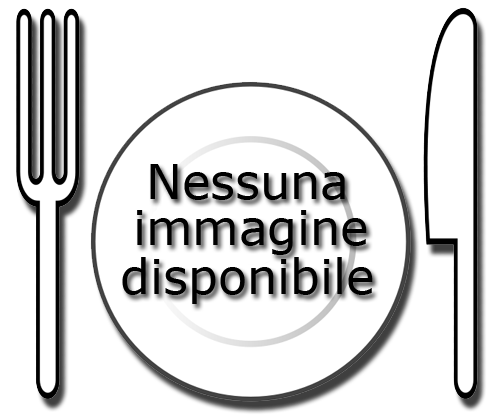
طبق لاتومي من المطبخ الصقلي

اللقح أو البطرخ الناعم مأكولٌ في كثير من بلدان العالم. يستخدم لقح سمك الرنجة في المطبخ الروسي مخللا، ويدعى مُلُوكَة (بالروسية: молока). ويستخدم البطرخ الناعم لأنواع مختلفة من السمك الأبيض في الطعام اليومي. أما في المطبخ الياباني فيستخدم اللقح ويسمى شِراكو (باليابانية: 白子) (أي الأطفال البيض)، حيث يستخدم لقح القد (تارة) وأبو الشص (تارة) وسمك السلمون (ساكه) والسبيدج (إكة) والسمكة المنتفخة (الينفوخ). ويستخدم لقح سمك التونة في المطبخ الصقلي ويسمى لَتُوم (بالإيطالية: Lattume)‏. أما في المطبخ الروماني فيستخدم لقح سمك الشبوط مطبوخا.

## معرض صور

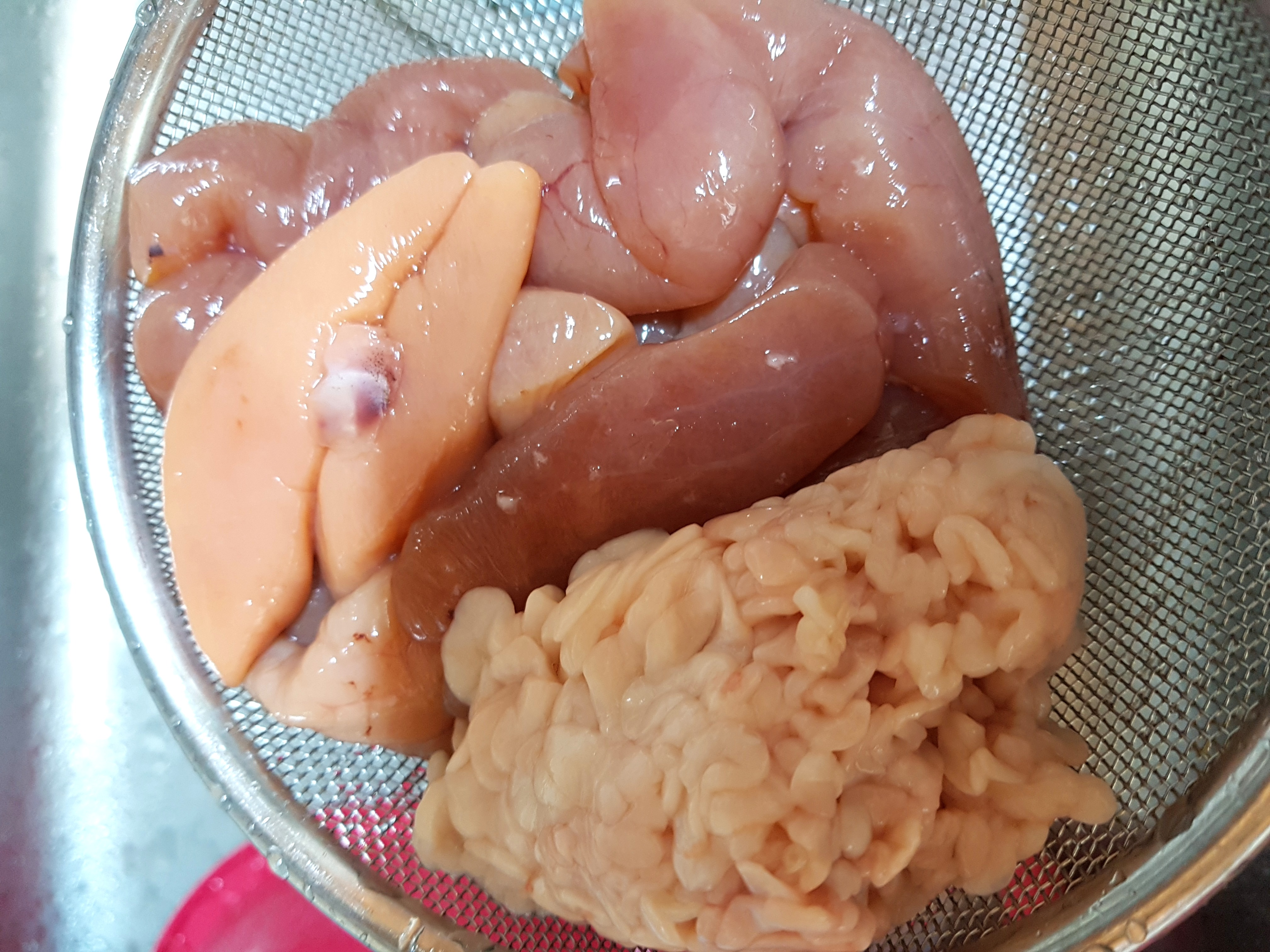
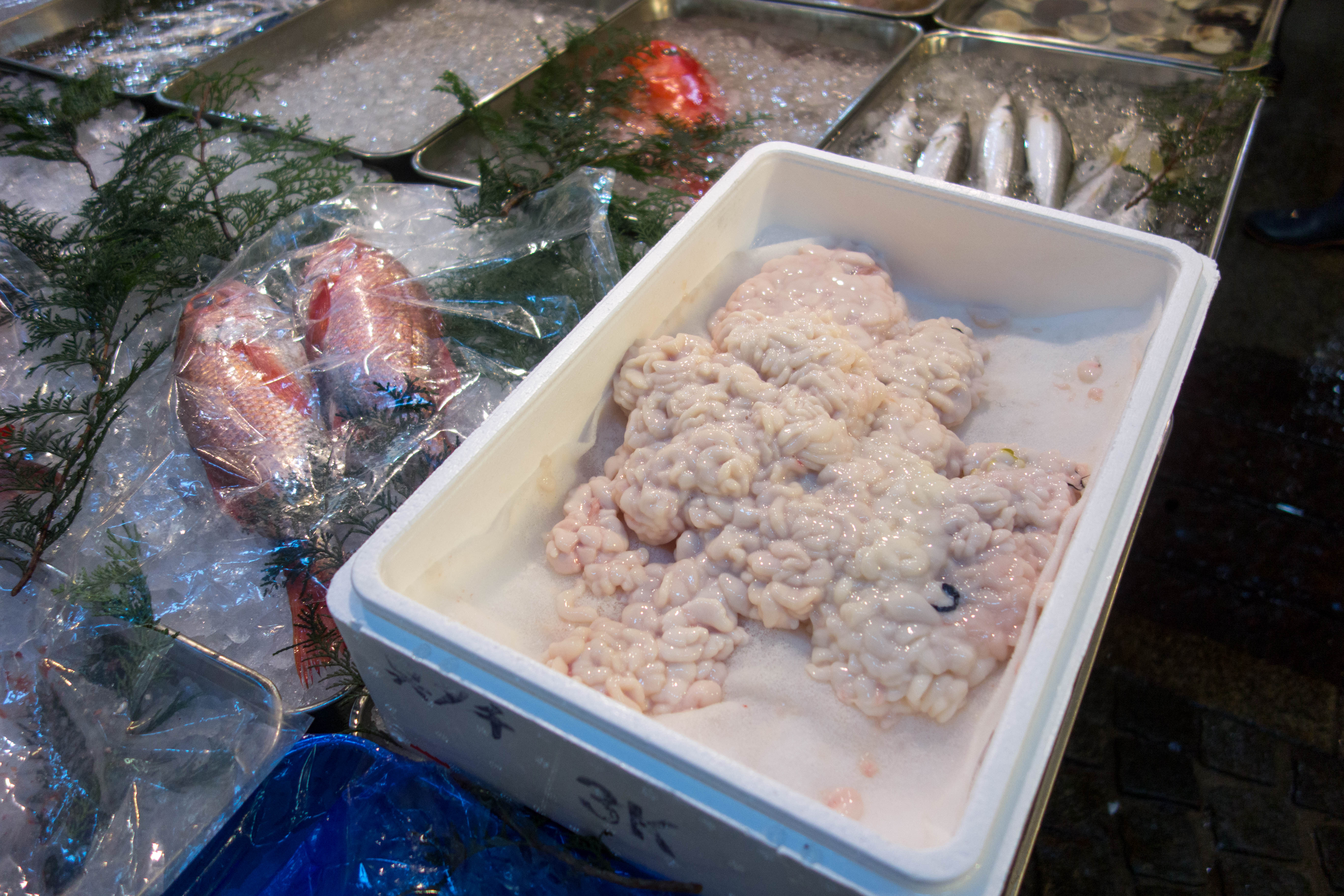
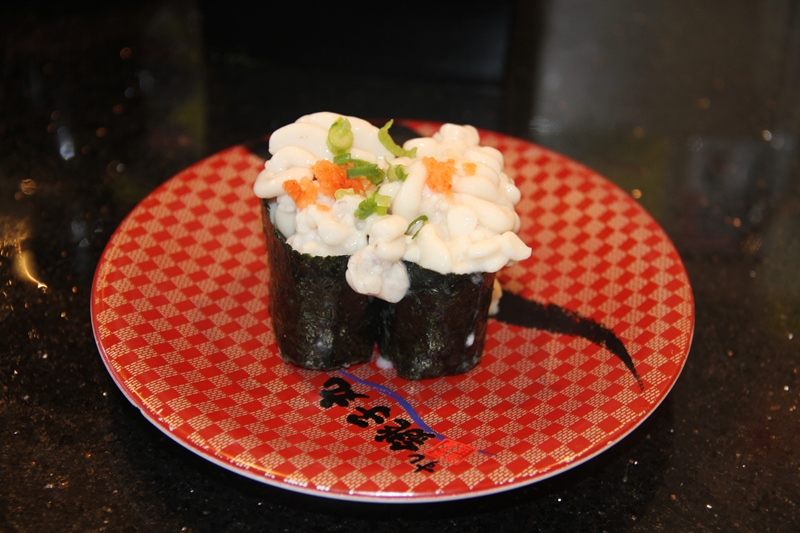